# Часопис козаків Буджаку
Часопис козаків Буджаку (як інформаційний орган територіальної громади Сучасне Буджацьке козацтво (Задністрова Січ) друкується з 1991 року і знайомить керівників козацьких організацій (отаманів), козацьку старшину та старійшин, козаків та науковців (у тому числі теоретиків козацького руху) із здобутками козацьких колективів (друкує Видавництво «БЗС» (Буджацька Задністрова Січ). Гасло Часопису: «Після нас не буде нас, а справи залишаться..., якщо їх занотує Хранитель в Літопису-Часопису»...

ЛИСТІВКА «КОЗАЦЬКИЙ ВІСНИК» (1991—1998; 1998—2015).
1991-1998 роки.  Рукописний орган Адамівського осередку козацтва. Почав випускатися з жовтня 1991 року. Перші три роки «Вісник» розмножувався під копірку. З 1994 року в м. Білгороді-Дністровському почала працювати філія копір-центру СП «Петрекс» й розмножували газету (з оригіналу) вже там. Всього вийшло 14 номерів формату А4:2. Останні три номері вийшли із фотографіями (останній номер вийшов у березні 1998 року). Тираж газети не перевищував 20 екземплярів.
«Козацький вісник» виконував функції листівки під гаслом «Прочитай та передай товаришу». У «Віснику» розміщувалися матеріали теоретично-інформаційного змісту для широкого обговорення: Програмний документ Адамівського Осередку Козацтва, Положення про Козацьку школу «Джур», Положення про Клейноди АОК, Козацькі заповіді, Положення про Козацьке тілодуховиховання, Правила поведінки Козака, Положення про Добровільну Козацьку Дружину, Програма діяльності АОК, Програма виходу Адамівської громади з моральної (духовної) кризи  та ін.[1]
1998-2015 роки.  Із квітня 1998 року «Козацький вісник» почав друкуватись неперіодично, як доповнення до основної газети «Річ про Адамівську Січ», згодом до газет «Річ про Буджацьку Січ», «Річ про Січ», «Козак Задністров'я», «Козацтво Задністров'я». У «Козацькому віснику» друкувались матеріали з історії та сучасності козацтва Буджаку: «Історична довідка» — 5 випусків, «Цікава історія» — 4 частини, «Третій Гетьманат», «Козацькі організації», «Козацька педагогіка», «Козацькі творчі колективи», «Буджак», «Запорозька Січ», «Гетьманська держава», «Мазепинці», «Задунайська Січ», «Некрасівці, донці в Буджаку», «Військо Вірних козаків, ЧКВ», «Дунайське, Новоросійське війська», «Вільне козацтво», «Документи Буджацького козацтва» та ін. Всього вийшло 37 номерів; останній номер у жовтні 2015 року; тираж не перевищував 100 екземплярів.[2]
ЧАСОПИС «КОЗАК» З ДОДАТКАМИ «КОЗАЧА», «ЛЕЛЯ», «ДЖУРА», «ДАНА», «МОЛОДИК» «БЕРЕГИНЯ» (1998—2001). 
Друкований (на друкарській машинці) орган Адамівської Січі (школи). Почав друкуватися з квітня 1998 року по квітень 2001 року. Ілюстрований фотографіями. Розмножували (по 25 екземплярів) в СП «Петрекс». Всього вийшло 45 номерів формату А4:2. На сторінках газети друкувався теоретичний матеріал — зокрема, спроба концепції школи козацько-лицарського виховання, положення про школу цього типу, статут. Велася хроніка школи та Адамівського куреня Українського козацтва — описувалися події шкільного життя, Адамівської «Молодої Січі», Адамівського куреня Українського козацтва, Білгород-Дністровської паланки Українського козацтва (міжрайонового товариства козаків Буджаку), Адамівської громади.[3]
ЧАСОПИС «РІЧ ПРО АДАМІВСЬКУ СІЧ» (2001—2003).       
Друкований (на друкарській машинці) орган Адамівської Січі (школи). Почав друкуватися з квітня 2001 року. Ілюстрований фотографіями. Спочатку розмножували по 10 екземплярів в СП «Петрекс»; в останній рік випуску тираж досяг 50 екземплярів. Всього за період 2001—2003 років вийшло 220 номерів формату А3. Поступово газета стала друкованим органом всієї Адамівської громади та козацьких осередків Білгород-Дністровського району: в Літопису друкувалися матеріали з життя громади, людей, що тут мешкають, біографії видатних козаків Задністров'я.[4]
ЧАСОПИС «РІЧ ПРО БУДЖАЦЬКУ СІЧ» (2004—2006).   
Друкований (на друкарській машинці в 2004—2005 роках; комп'ютерний друк з 2006 року) орган козацтва Задністров'я. Ілюстрований фотографіями. Почав друкуватися з січня 2004 року. Розмножували (по 50 екземплярів) в СП «Петрекс» протягом 2004—2005 років, з 2006 року — самодрук. Всього вийшло 37 номерів формату А4:2. Літопис розповсюджувався серед козаків; по одному примірнику отримували школи козацько-лицарського виховання. Літопис знайомив читача з новинами козацтва, історією та сучасним станом всіх 28 козацьких військ (11 з них були в Україні — Азовське, Бузьке, Буджацьке, Запорозьке Низове, Запорозьке Реєстрове, Грецько-Албанське, Дунайське, Катеринославське, Кримське, Усть-Дунайське, Чорноморське), з дитячо-юнацьким козацьким рухом, з особами, діяльність яких залишила слід в історії козацтва.[5]
ЧАСОПИС «РІЧ ПРО СІЧ» (2007). 
Друкований (комп'ютерний друк) орган козацтва Задністров'я. Ілюстрований фотографіями. Почав друкуватися з січня 2007 року. Розмножували самодруком по 100 екземплярів. Всього вийшло 33 номери формату А4:2. Друкувалося багато інформаційно-теоретичних та практичних матеріалів на допомогу козаку-наставнику, отаману, козацькій старшині; новини козаччини Задністров'я.[6]
ЧАСОПИС «КОЗАЦТВО ЗАДНІСТРОВ'Я» (2008). 
Друкований (комп'ютерний друк) орган козацтва Задністров'я. Ілюстрований фотографіями. Почав друкуватися з січня 2008 року. Розмножували самодруком по 200 екземплярів. Всього вийшло 27 номерів формату А4:2. Випускали його з тематичними додатками: розповіді про козацькі організації Придунайської Січі (Рені, Ізмаїл, Кілія, Вилкове), Буджацької Січі (Болград, Тарутине, Арциз, Сарата, Татарбунари); була продовжена розповідь про Задністрову Січ (Білгород-Дністровський) — районові та міські осередки, шкільні Січі; друкувалася історія козацьких формувань межиріччя Дунай-Дністер; розповідалося про осіб, діяльність яких залишила слід в історії козацтва.[7]
ЧАСОПИС «КОЗАК ЗАДНІСТРОВ'Я — СІЧ» (2009). 
Друкований (комп'ютерний друк) орган козацтва Задністров'я. Ілюстрований фотографіями. Почав друкуватися з січня 2009 року. Розмножували самодруком по 200 екземплярів. В 2009 році вийшло 27 номерів формату А4:2. Видання друкувало статті про козацтво Задністров'я, що діє в місті Білгороді-Дністровському та районі; про козаків та козачок Білгород-Дністровської громади, що в загальному громадському русі прокладають свої, козацькі, шляхи до незалежної держави Україна. Були статті про козацтво Буджаку (Південноукраїнської Бессарабії).[8]
ЧАСОПИС «КОЗАК ЗАДНІСТРОВ'Я» (2010). 
Друкований (комп'ютерний друк) орган козацтва Задністров'я. Ілюстрований фотографіями. Почав друкуватися з січня 2010 року. Розмножували самодруком по 250 екземплярів. В 2010 році вийшло 23 номера формату А4:2. Видання друкувало статті про козацтво Задністров'я. Були статті про козацтво Буджаку (Південноукраїнської Бессарабії).[9]
ЧАСОПИС «РІЧ ПРО БУДЖАЦЬКУ СІЧ» (2010-т.ч.).         
    
Друкований (комп'ютерний друк) орган козацтва Буджаку. Ілюстрований фотографіями. Відновлено друк із жовтня 2010 року. Ініціаторами відновлення часопису є ініціативна група старшини Буджацького козацтва — Тимофєєв В. Я., Тимофєєв В. В., Ушанова С. В. Друк часопису здійснює редакція видавництва БЗС у складі: Лукашевський В. В., Маринеску М. К., Трегубенко Г. Ф., Пітюков Є. П., Хохлачов Г. К., Ткаченко В. П., Андронік Г. К., Антонов П. П., Устименко Б. І., Клоченко Г. Л., Кравченко С. М. Шеф-редактор — Тимофєєв В.Я.
Часопис відновлений з метою пошуку, отримання та розповсюдження оперативної та всебічної інформації щодо козацтва, надання козакам, Берегиням, джурам, Данам правової, статистичної, соціально-економічної, галузевої і другої інформації, висвітлення суспільно-політичних проблем. Часопис є періодичним виданням із періодичністю випуску 1-4 рази на місяць, кількістю сторінок 4-8, формату А4-А3, тиражом 300—500 екземплярів. Територія розповсюдження — Буджак: міста Білгород-Дністровський та Ізмаїл, Арцизький район, Білгород-Дністровський район, Болградський район, Ізмаїльський район, Кілійський район, Ренійський район, Саратський район, Тарутинський район, Татарбунарський район Одеської області).  Мова видання — українська. Вже вийшло 733 номерів часопису.
ДЖЕРЕЛА: ДАОО = Державний архів Одеської області; ОАФ — Р-8243 = Об'єднаний архівний фонд Р-8243 «Козацькі товариства Одещини».
[1] Газета «Козацький вісник» (Білгород-Дністровський), № 01-14, жовтень 1991-березень 1998. // ДАОО. — ОАФ Р-8243, оп. 1 АОК, спр. 03, арк. 01-14.
[2] Газета «Козацький вісник» (Білгород-Дністровський), № 01-37, квітень 1998-жовтень 2015. // ДАОО. — ОАФ Р-8243, оп. 4 БК, спр. 03, арк. 46-83.
[3] Газети «Козача», «Леля», «Джура», «Дана», «Джура та Дана», «Козак», «Берегиня» (Адамівка), № 01-45, квітень 1998-квітень 2001. // ДАОО. — ОАФ Р-8243, оп.2 АД ШК КЛВИХ, спр. 03, арк. 01-45.
[4] Газета «Річ про Адамівську Січ» (Адамівка), № 01-120, квітень 2001-грудень 2003. // ДАОО. — ОАФ Р-8243, оп.2 АД ШК КЛВИХ, спр. 03, арк. 46-265.
[5] Газета «Річ про Буджацьку Січ» (Білгород-Дністровський), № 01-37, січень 2004-грудень 2006. // ДАОО. — ОАФ Р-8243, оп.3 ЗС, спр. 03, арк. 01-37.
[6] Газета «Річ про Січ» (Білгород-Дністровський), № 1-33, січень-грудень 2007. // ДАОО. — ОАФ Р-8243, оп. 3 ЗС, спр. 03, арк. 38-70.
[7] Газета «Козацтво Задністров’- Січ» (Білгород-Дністровський), № 1-27, січень-грудень 2008. // ДАОО. — ОАФ Р-8243, оп. 3 ЗС, спр. 03, арк. 71-99.
[8] Газета «Козак Задністров'я — Січ» (Білгород-Дністровський), № 1-20, січень-грудень 2009. // ДАОО. — ОАФ Р-8243, оп. 3 ЗС, спр. 03, арк. 100—124.
[9] Газета «Козак Задністров'я» (Білгород-Дністровський), № 1-23, січень-жовтень 2010. // ДАОО. — ОАФ Р-8243, оп. 3 ЗС, спр. 03, арк. 125—147.